# Michel Doré
Pour les articles homonymes, voir Doré.

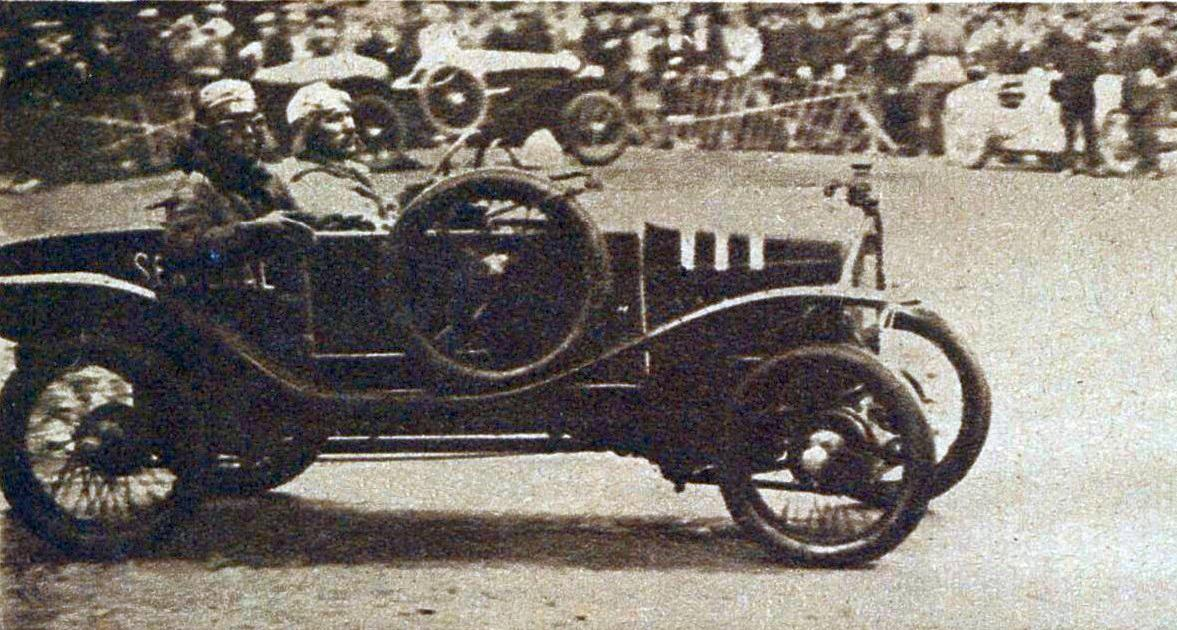
Michel Doré vainqueur du Bol d'or en 1925, sur Sénéchal.

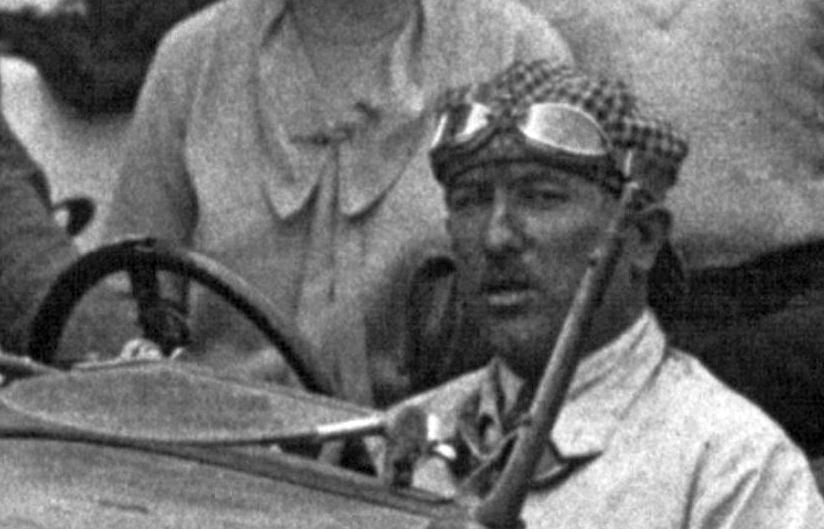
Michel Doré au Circuit des Routes Pavées 1929.

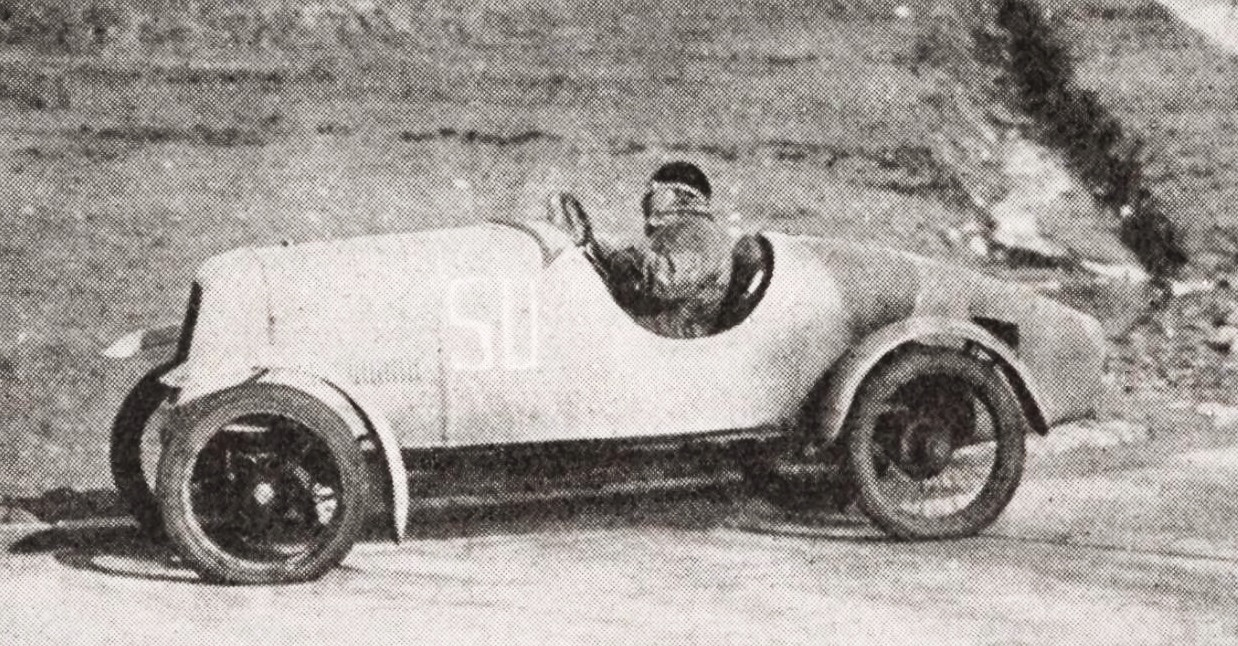
Michel Doré sur Sima-Violet 500 cm3 en 1927, vainqueur de la Coupe Ensaldo à Montlhéry.

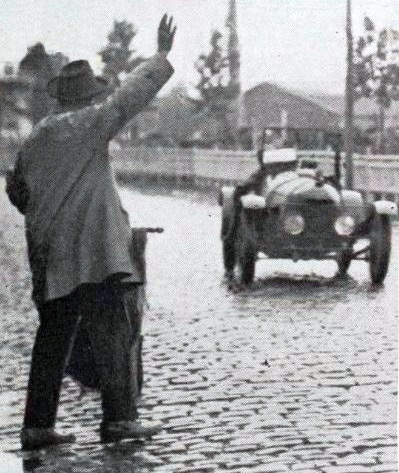
Michel Doré, vainqueur du Circuit des Routes Pavées tourisme en 1927.

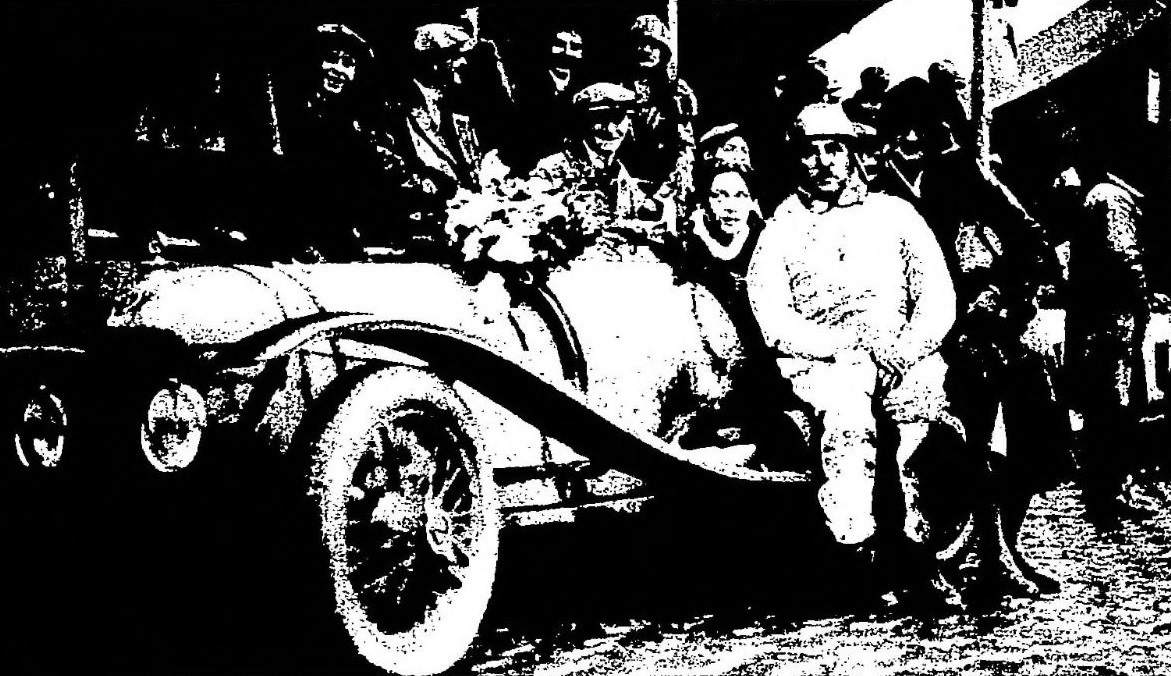
Michel Doré en 1927 au circuit des routes pavées (avec son épouse).

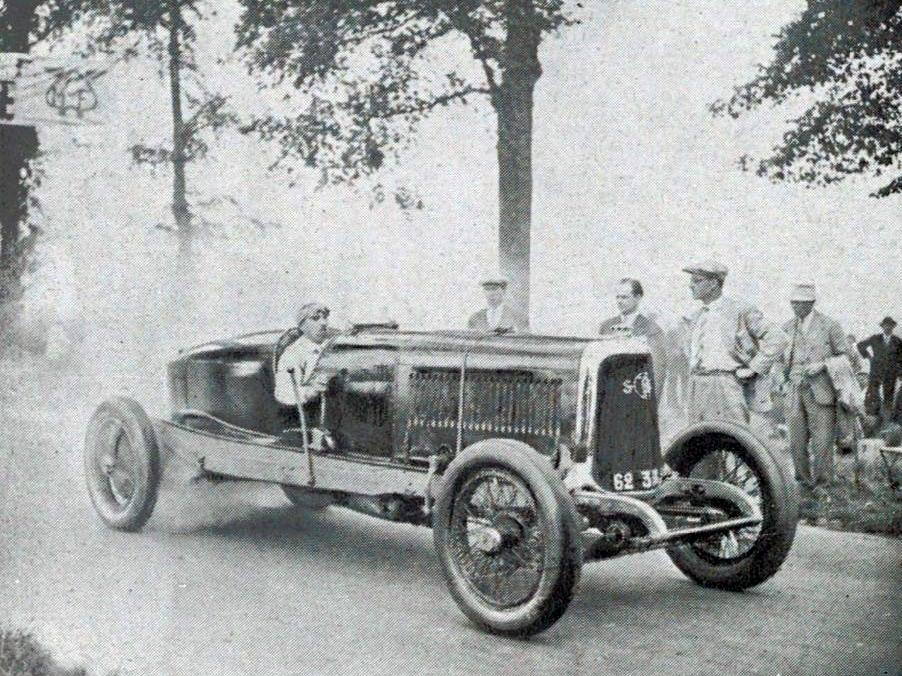
Michel Doré sur Panhard 8 cylindres, en août 1930 au 'Meeting des records' du M.C.F. à Arpajon (RM de catégorie sur le kilomètre et le mille lancés, à plus de 222 km/h).

Michel Doré, né le 23 janvier 1892 à Abbeville et mort dans la même ville le 4 février 1945, est un ancien pilote automobile français d'Abbeville, sur circuits.

## Biographie
Avant le premier conflit mondial, il est mécanicien d'aviation dans sa ville natale. En 1912, il est le mécanicien d'Antony lors du Grand Prix du Mans. Durant la guerre, après avoir été aviateur à l'escadrille no 2 de Verdun, il est fait prisonnier au cours d'un bombardement comme aviateur militaire en compagnie de Géo André, avec lequel il s'implique dans divers systèmes d'évasion (notamment par des ensevelissements sur des sautoirs de saut en hauteur). Au sortir du conflit, après s'être évadé d'Allemagne, il ouvre une concession automobile à Abbeville.
Sa carrière en sport automobile s'étale de 1923 (sur Sénéchal GS-Ruby, première victoire lors de la course de côte de Poix) à 1932 (dernière apparition à Lisieux, sur Panhard 8 cylindres), pour plus d'une trentaine de courses, le plus souvent avec son épouse à ses côtés comme supportrice.
En 1926, il est victime d'un grave accident lors d'essais à la côte de Poix avec une fracture à la base du crâne, son passager d'alors le fils du maire de Friville-Escarbotin y perdant la vie (sur un bris de moteur avec la perte d'un arbre de cardan).
En novembre 1929, il s'achète une Bugatti Type 37A 1,5 l, qu'il fait débuter au Grand Prix de Tunisie. Sa saison la plus fructueuse a lieu en 1930.

## Palmarès
- Champion de France de vitesse en 1925;
- Grand Prix (4, dont 1 Formule libre, 2 pour voiturettes, et 1 pour cyclecars):
  - Grand Prix cyclecars du MCF (Motocycle club de France), en 1925 sur Sénéchal GS Ruby (à Montlhéry)
  - Grand Prix du MCF catégorie voitures de 500 cm3, en septembre 1926 à Montlhéry[5]
  - Grand Prix du Salon, en 1927 sur La Licorne (à Montlhéry, et meilleur temps en course)
  - Grand Prix voiturettes de la Marne, en 1930 sur Bugatti Type 37A (à Reims-Gueux)
  - Grand Prix voiturettes du Comminges  en 1930 sur Bugatti Type 37A (à Saint-Gaudens)
  - Meilleur tour au Grand Prix cyclecars de Picardie, en 1925 sur Sénéchal Ruby
  - Meilleur tour à Masarykuv Okruh, en 1930 sur Bugatti Type 37A (course de voiturettes à Brno)
  - 2e de la Coupe de la (Ire) Commission Sportive, en 1927 sur La Licorne (à Montlhéry, et meilleur temps en course)
  - 2e du Grand Prix de la Marne, en 1927 sur La Licorne
  - 2e du Circuit du Dauphiné, en 1930 sur Bugatti Type 37A (premier en voiturettes, à Grenoble)
  - 3e du Grand Prix d'Oranie, en 1930 sur Bugatti Type 37A (premier en voiturettes)
  - 3e du Grand Prix de la Marne, en 1930 sur Bugatti Type 37A (premier en voiturettes)
  - 5e du Grand Prix de Monaco, en 1930 Bugatti Type 37A
  - 8e du Grand Prix de Monaco, en 1929 sur La Licorne.
- Endurance/Tourisme :
  - Coupe de l'Armistice, en 1923, 1924 et 1925 (rallye de 220 kilomètres de Joinville-le-Pont à la vallée de Chevreuse)[6]
  - Circuit des Routes Pavées catégorie 1,1 l, en 1924 sur Sénéchal et en 1930 sur BNC
  - 24 Heures de Spa catégorie 750 cm3, en 1925 sur Sénéchal
  - Bol d'or automobile, en 1925 sur Sénéchal (à Saint-Germain)
  - Coupe voiturettes de l'Armistice (Prix Dunlop), en 1927 sur La Licorne (à Paris)
  - Victoire de catégorie 1.1L. aux 24 Heures de Paris 1927, avec Pousse à Montlhéry[7]
  - Coupe Ansaldo du Tourist Trophy Français et Coupe du Président de la République, à Montlhéry sur Sima-Violet 500 cm3 en 1927 (meilleure moyenne horaire imposée sur 8 jours, à 40 km/h sans point de pénalité)[8]
  - Course Toul-Nancy (ligne droite de 15.5km, compétition de l'.A.C. Lorraine), en juin 1928 sur La Licorne 10CV 1.5L. à 156 km/h[9]
  - Critérium International de Voitures de Séries, en 1927 (sur 1,5 l) et en 1929 sur Chenard et Walcker 9 CV (course de régularité lors du Circuit des Routes Pavées)
  - 24 Heures de Spa catégorie 1,1 l, en 1930 et 1932 sur BNC (avec Jean Treunet, neuvième puis huitième au général)
  - 2e des 24 Heures de Paris, en 1927 sur BNC (avec Pousse, vainqueurs de catégorie 1,1 l)
  - 2e du Circuit des Routes Pavées, en 1927 sur La Licorne
  - 7e des 24 Heures du Mans, en 1928 sur BNC Sport Monza avec Jean Treunet (et vainqueurs de catégorie 1,1 l ; 4 participations entre 1925 et 1929)
- Courses de côte (8 victoires):
  - Poix, en 1923 (1re victoire).
  - Argenteuil (nord de Paris), en 1926 sur Sénéchal 1,1 l[10]
  - Château-Thierry (près de Reims), en 1927 et 1928 sur Licorne 10 HP 1,5 l[11]
  - Argenteuil, en 1929, sur Licorne 10 HP 1,5 l.
  - Argenteuil, en 1930 sur Bugatti Type 37A.
  - Torigni-sur-Vire (près de Saint-Lô), en 1932 sur Panhard 8 cylindres[12]
  - Lisieux (près de Caen), en 1932 sur Panhard 8 cylindres.

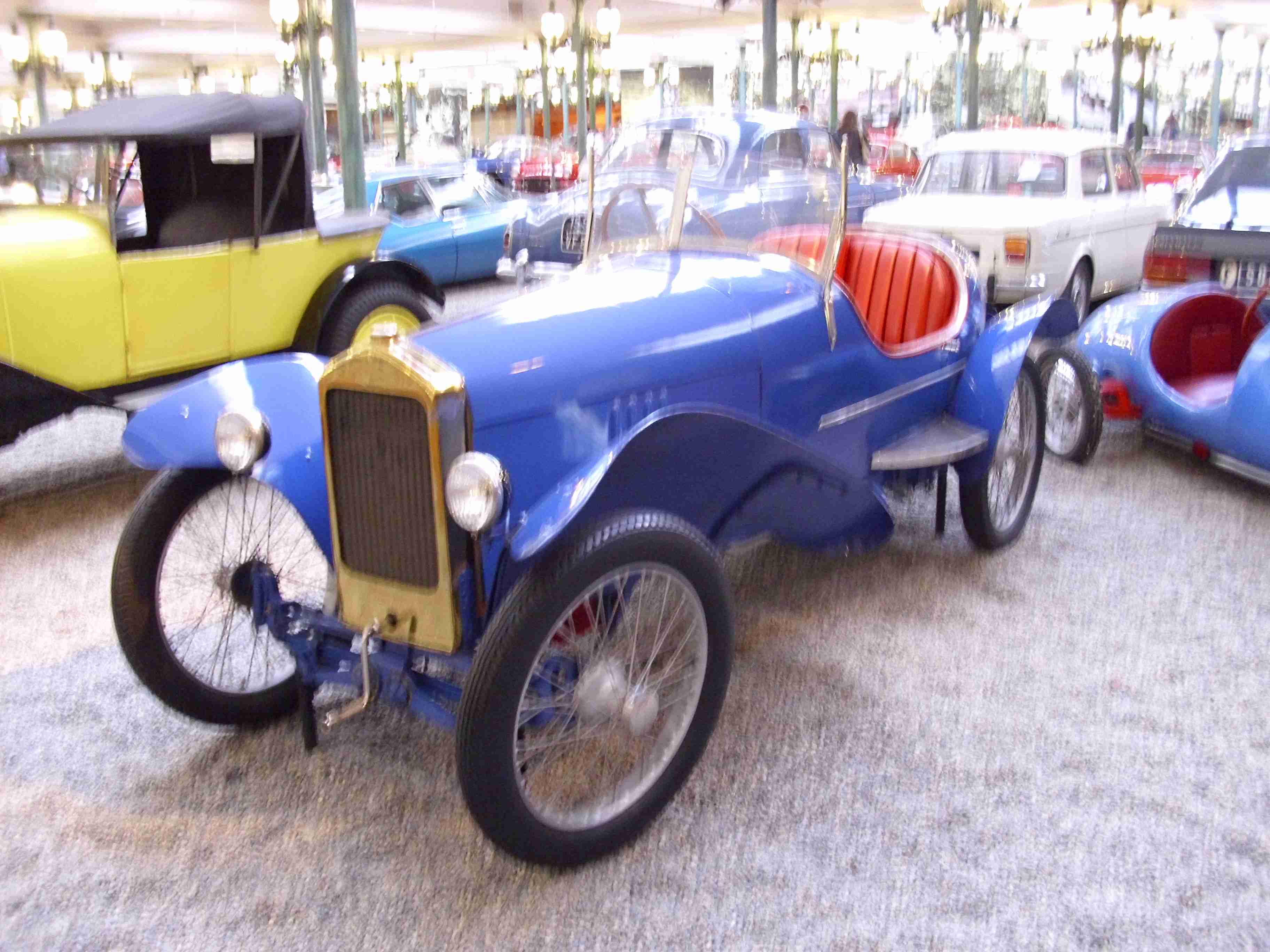
Une Sénéchal de 1925.
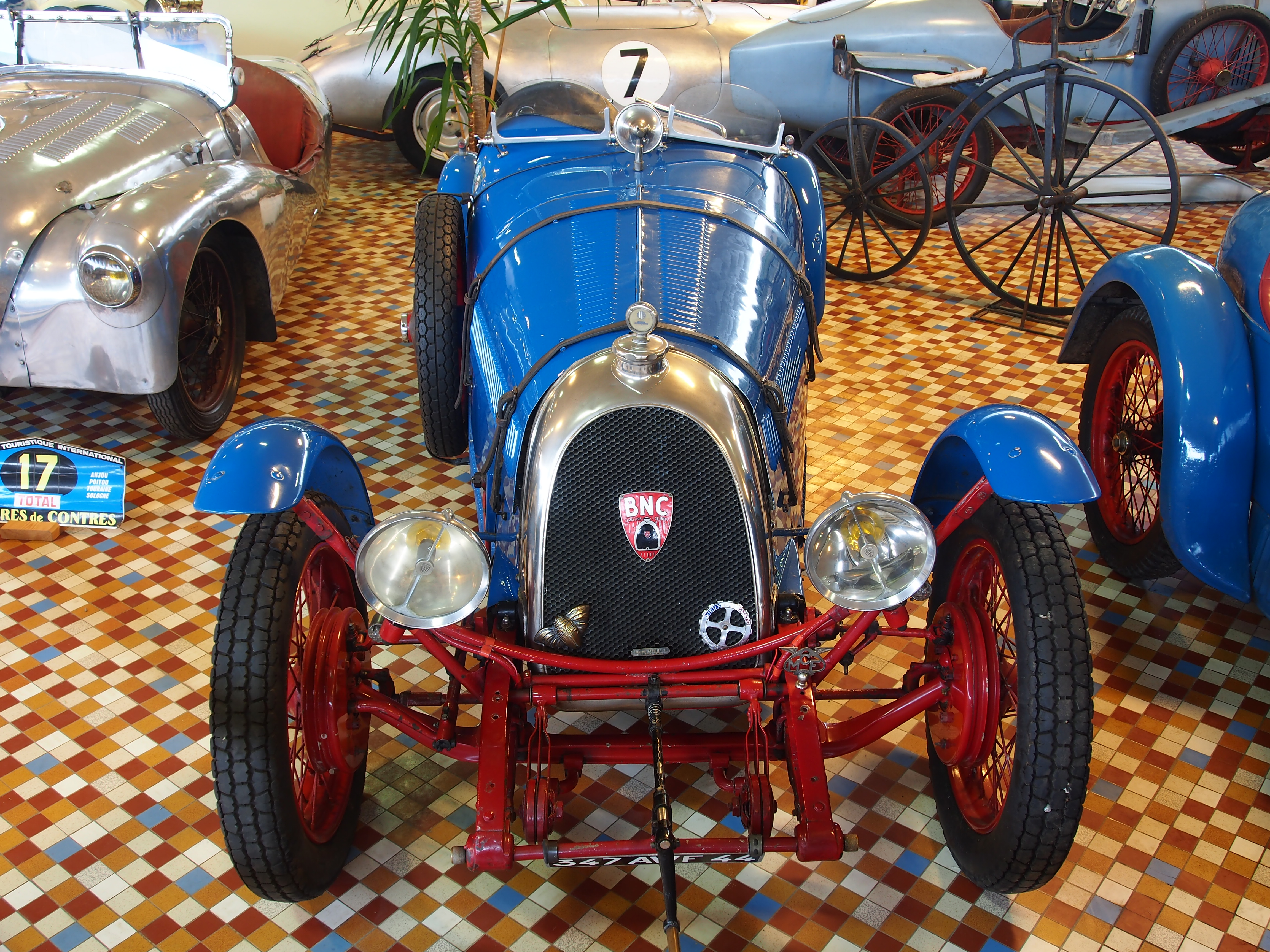
Une B.N.C. Sport Monza de 1928, au Musée automobile de Vendée.
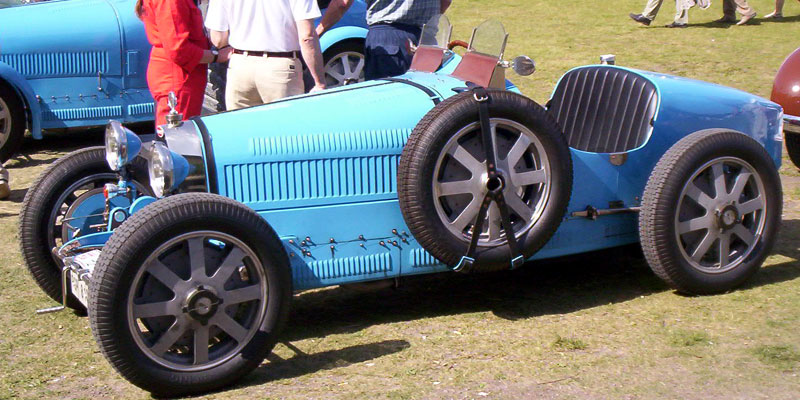
Une Bugatti Type 37A.
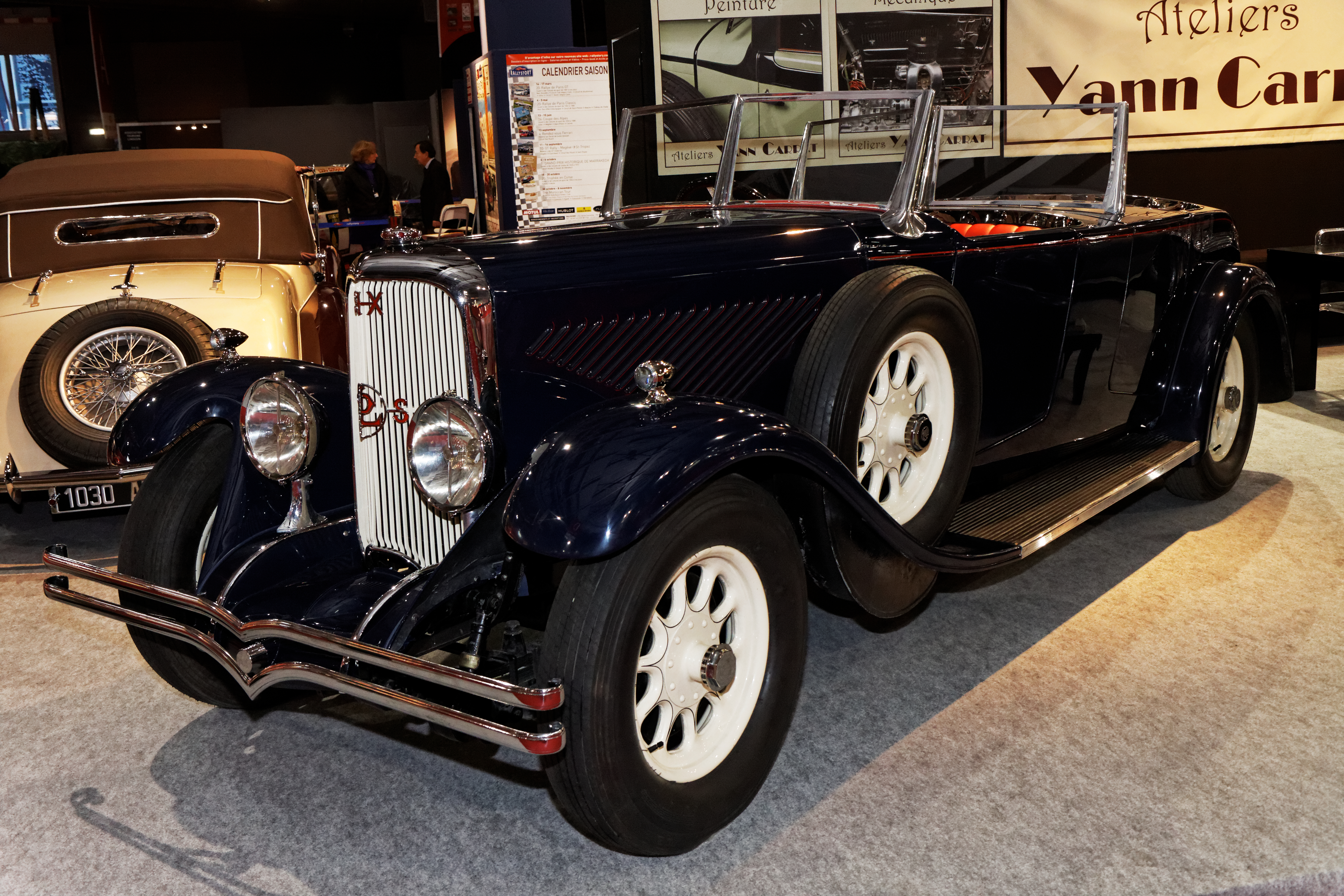
Une Panhard X66 cabriolet 8 cylindres de 1932.

## Records
- Recordman du monde des 24 heures sur route en 1925, en parcourant 1 807 kilomètres;
- Record mondial du kilomètres départ lancé catégorie des 8 cylindres (sur Panhard), le 24 août 1930 au 'Meeting des records' du Motocycle-Club de France à Arpajon, à 222,843 km/h[13];
- Record mondial du mille départ lancé catégorie des 8 cylindres, le 24 août 1930 au 'Meeting des records', à 222,081 km/h.

## Anecdote
- Son épouse remporta la Coupe des Dames du rallye Monte-Carlo 1930 sur Chenard et Walcker 14 CV 6 cylindres 2,5 l (neuvième au général)[14],[15].